# Östergarns kyrka

Östergarns kyrka är en kyrkobyggnad på Gotland som tillhör Östergarns församling i Visby stift.

## Kyrkobyggnaden
Kyrkan uppfördes i kalksten under 1200-talet. Det planerades att uppföras ett torn i väst, men det blev aldrig av. Under Nordiska sjuårskriget härjades kyrkan av brand 1565 varvid den medeltida interiören och takvalven förstördes. Vid den ryska landstigningen på Gotland 1715 utsattes kyrkan för skadegörelse varefter den förföll i ungefär tio år. Den reparerades 1725-1758 och fick då bland annat nytt golv och nytt innertak samt ny fast inredning. Den nuvarande takryttaren och dess klocka ditsattes under denna tid. Sakristian på norra sidan är från 1786. En omfattande inre och yttre renovering skedde under 2008. Bland annat rengjordes interiört väggarna varvid tidigare övermålade väggmålerier togs fram och förbättrades.

## Interiör
- Altaruppsatsen tillkom i anslutning till kyrkans återställelse 1756.I dess mitt finns ett medeltida krucifix.[3]
- Predikstolen med baldakin är från 1737–1739.[1]
- Dopfunten av sandsten med danske kungen Christian IV:s namnschiffer anskaffades i  början av 1600-talet.
- Orgelläktaren och större delen av bänkinredningen härrör från 1744.[3]

## Orgel
- Orgeln byggdes av Sven Petter Pettersson, Sjonhem, 1849. Den hade 6 stämmor.orgelfasaden är ritad av Fredrik Wilhelm Scholander, 1850.[1]

- 1915 byggdes en ny orgel av Åkerman & Lund i det gamla orgelhuset. 1966 disponerades orgeln om av John Grönvall Orgelbyggeri, Lilla Edet. Orgeln var pneumatisk. Disposition efter 1966 års ombyggnad.

| Manual        | Pedal      | Koppel  |
| Gedackt 8’    | Subbas 16' | Man/Ped |
| Salicional 8’ |            |         |
| Principal 4’  |            |         |
| Octava 2'     |            |         |

- 2013 gjordes en rekonstruktion av den ursprungliga orgeln 8 stämmor och bihangspedal av orgelbyggare Tomas Svenske AB.

| Manual C-f3    | Pedal C-f0 |
| Principal 8'   | Bihängd    |
| Gedackt 8’     |            |
| Violoncell 8’  |            |
| Octava 4’      |            |
| Offenflöjt 4'  |            |
| Octava 2'      |            |
| Superoctava 1' |            |
| Trumpet 8' B/D |            |

## Bildgalleri

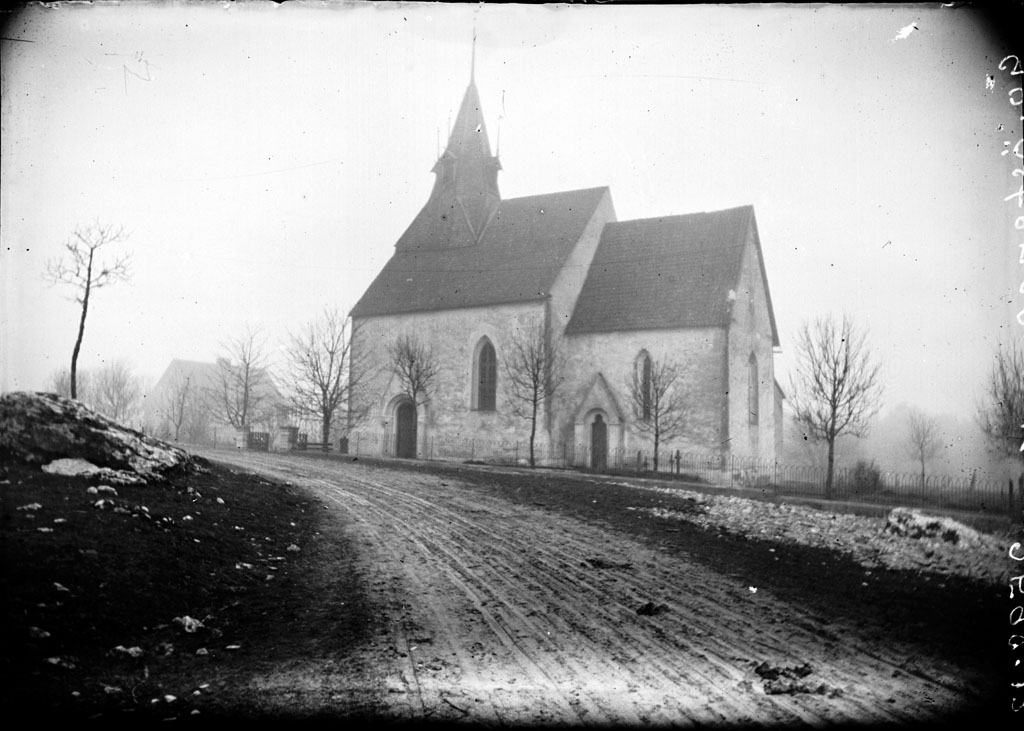
Östergarns kyrka under 1880-talet
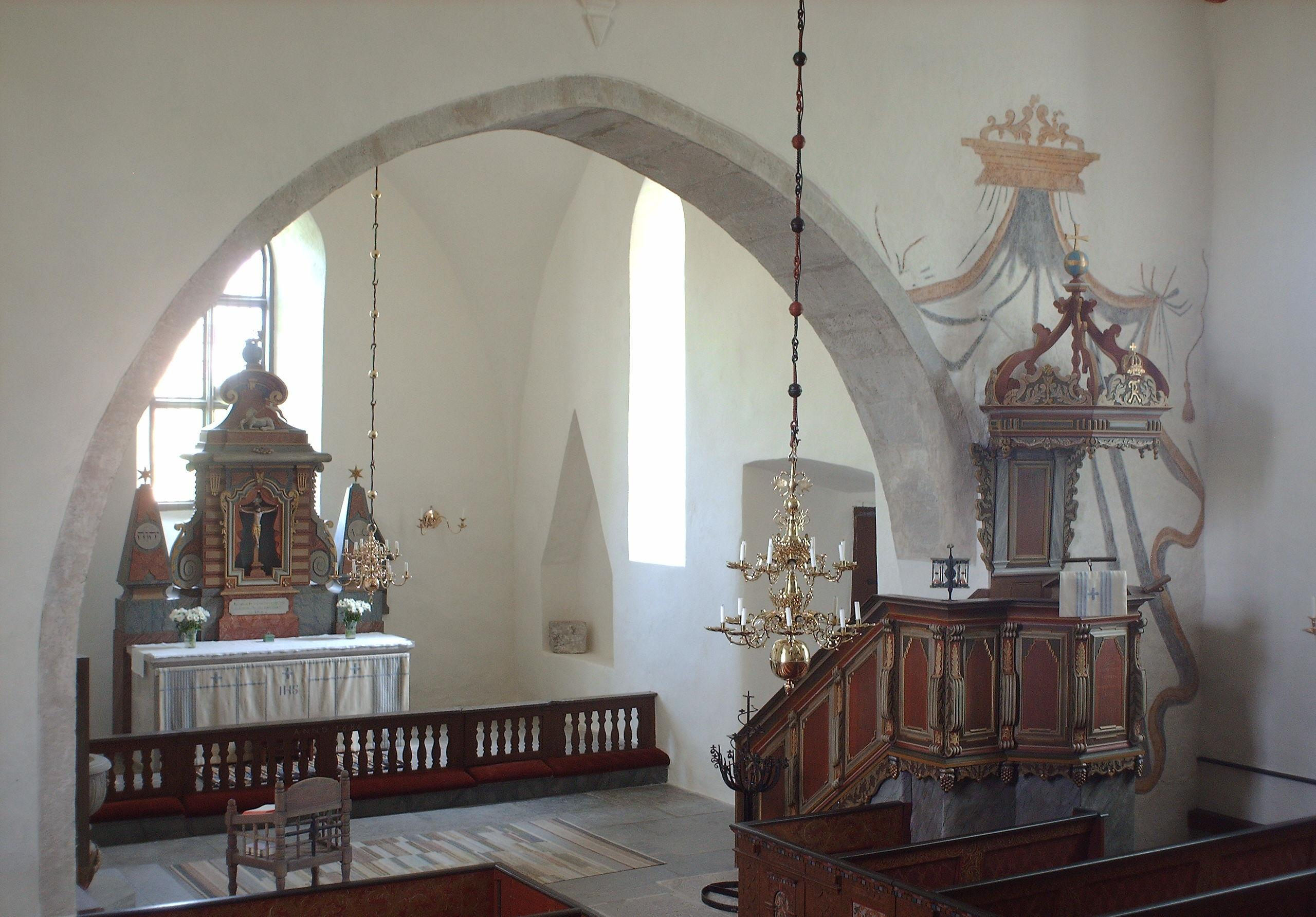
Interiör från orgelläktaren
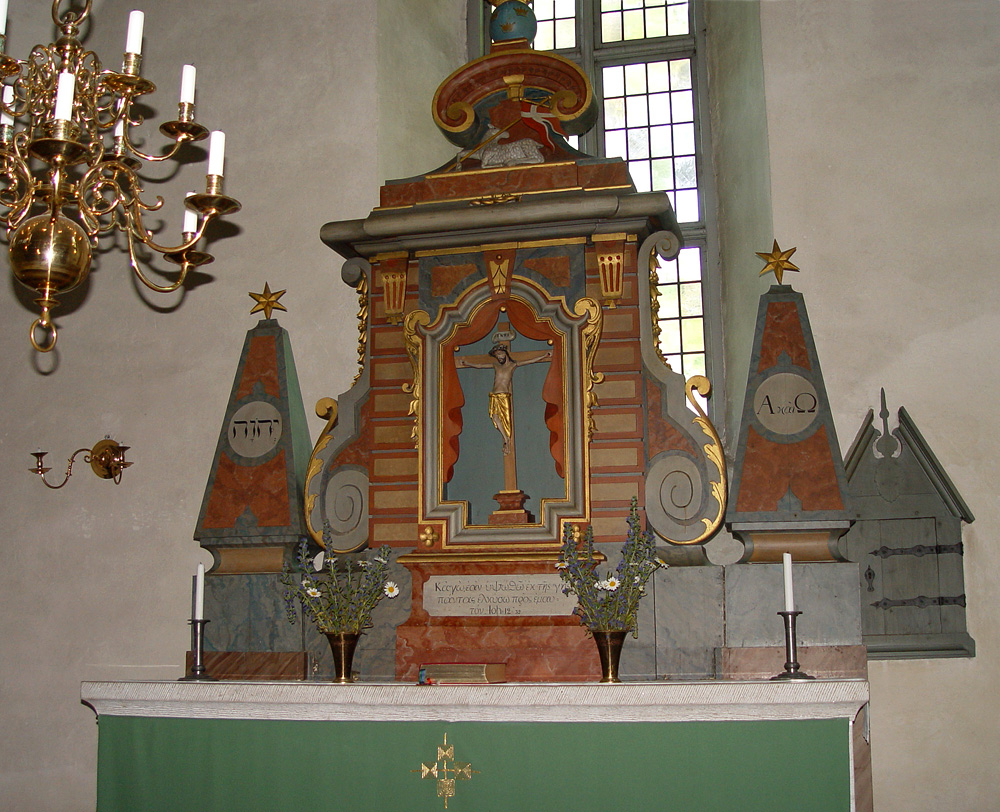
Altaruppsatsen
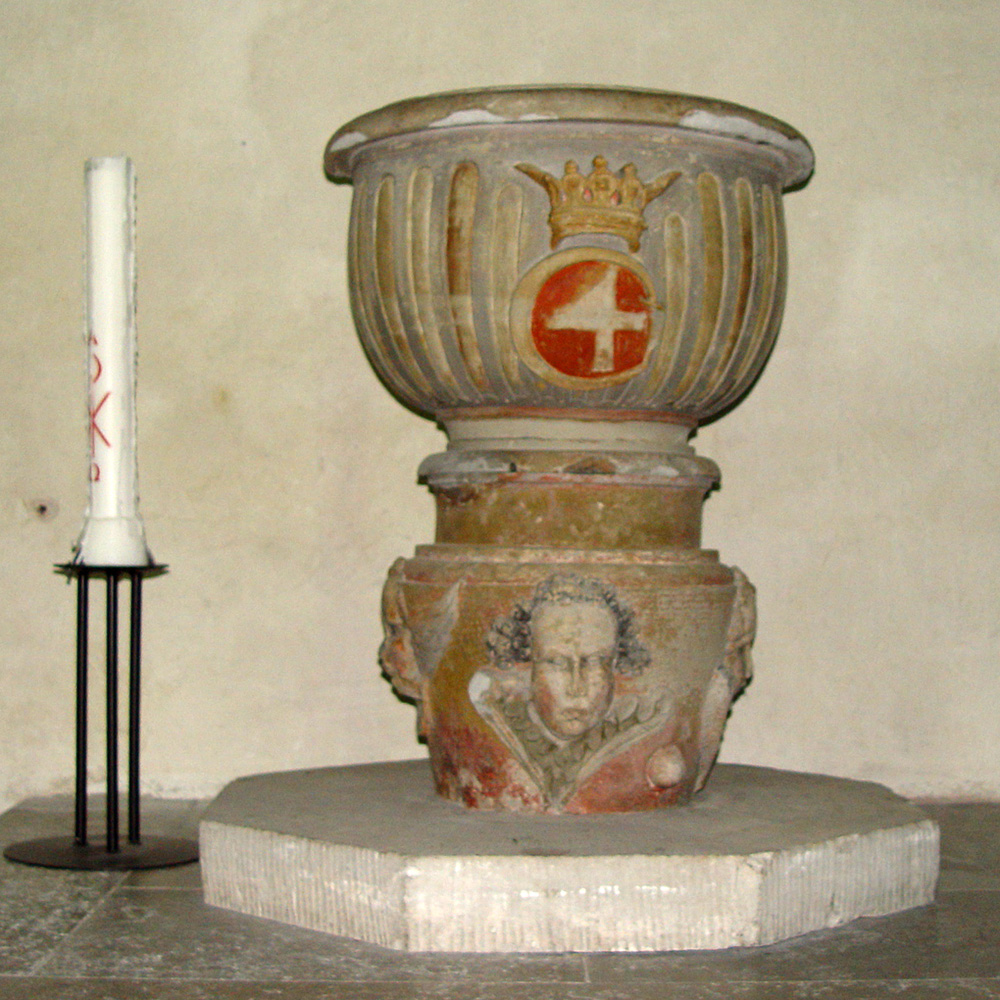
Dopfunten
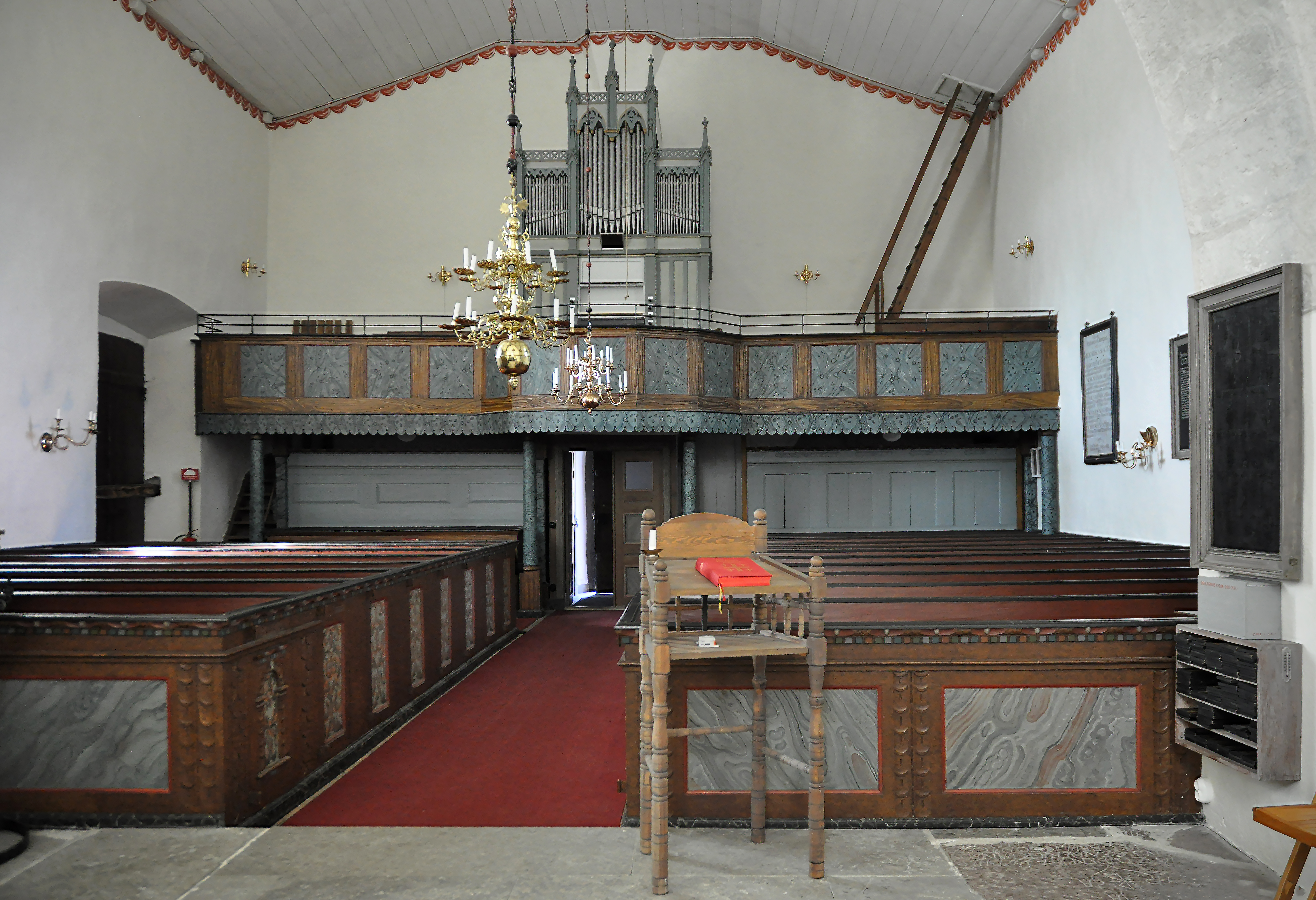
Kyrkorummet med orgelläktaren

## Kyrkogården
I en grav på kyrkogården vilar de tyska sjömän som stupade ombord på kryssaren SMS Albatross, då denna drevs på land nära Östergarn av ryska fartyg 2 juli 1915. På kyrkogården är marinmålaren och sjöofficeren Jacob Hägg (1839–1931) begravd.

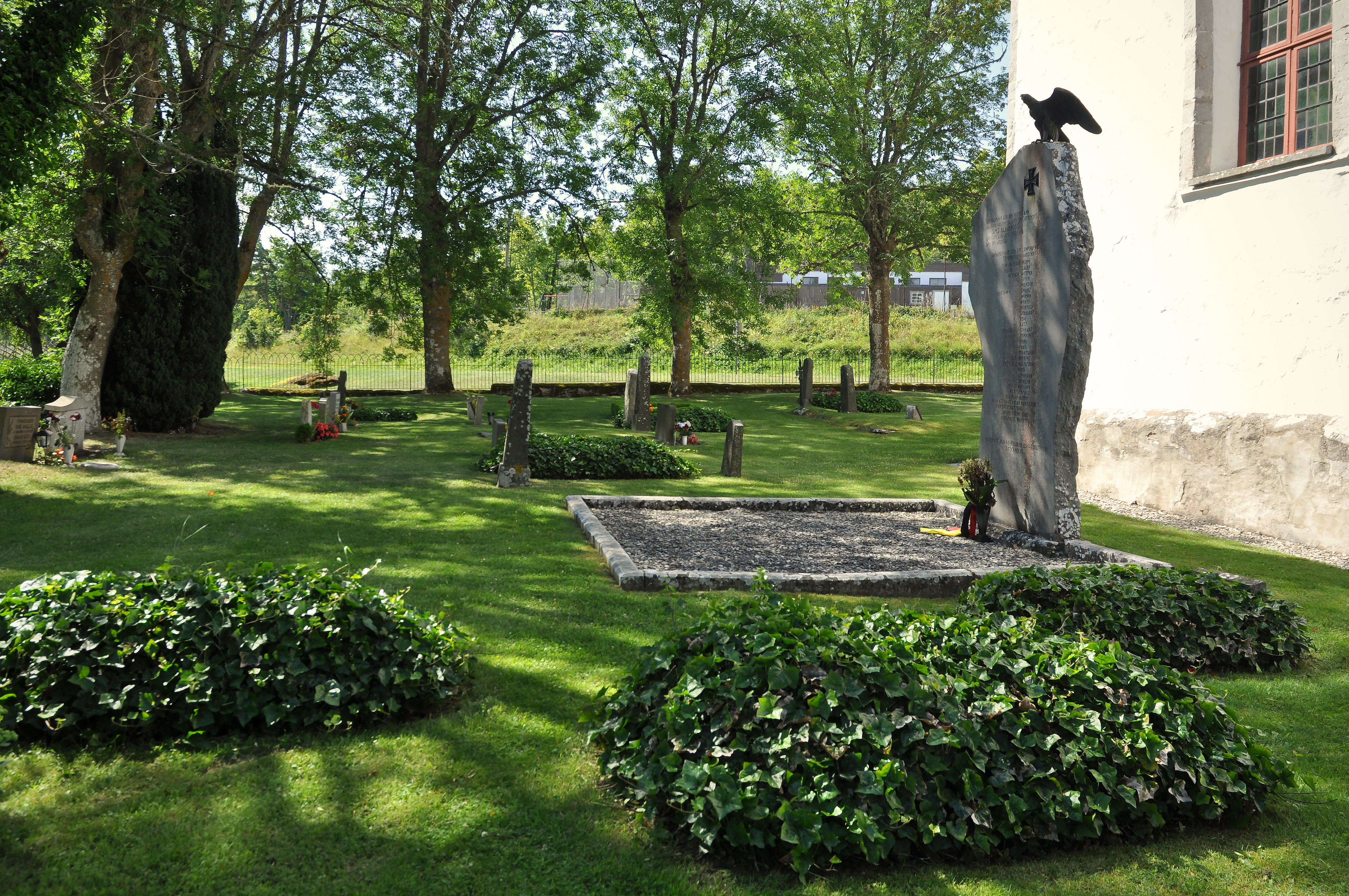
Albatrossmonumentet
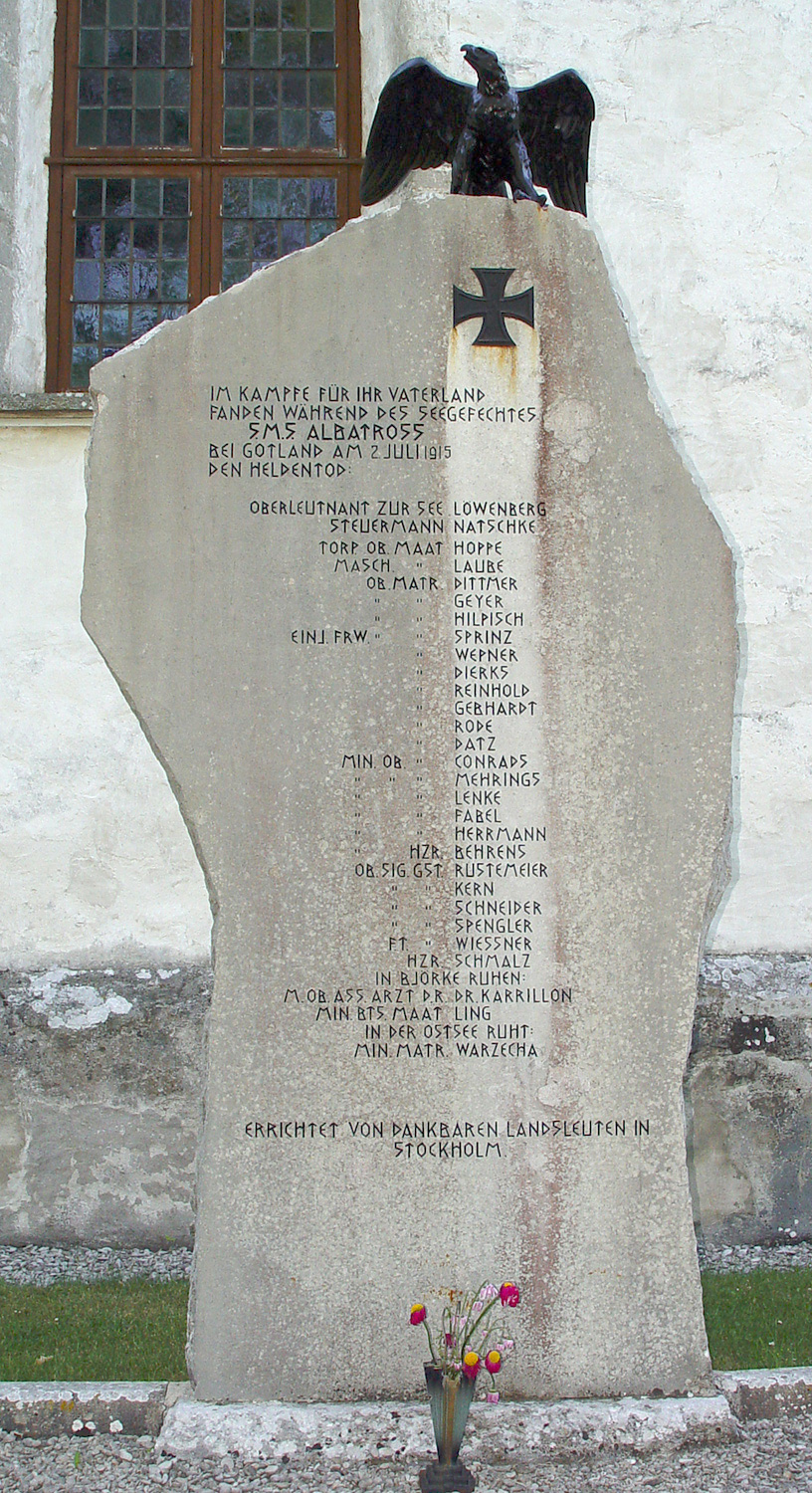
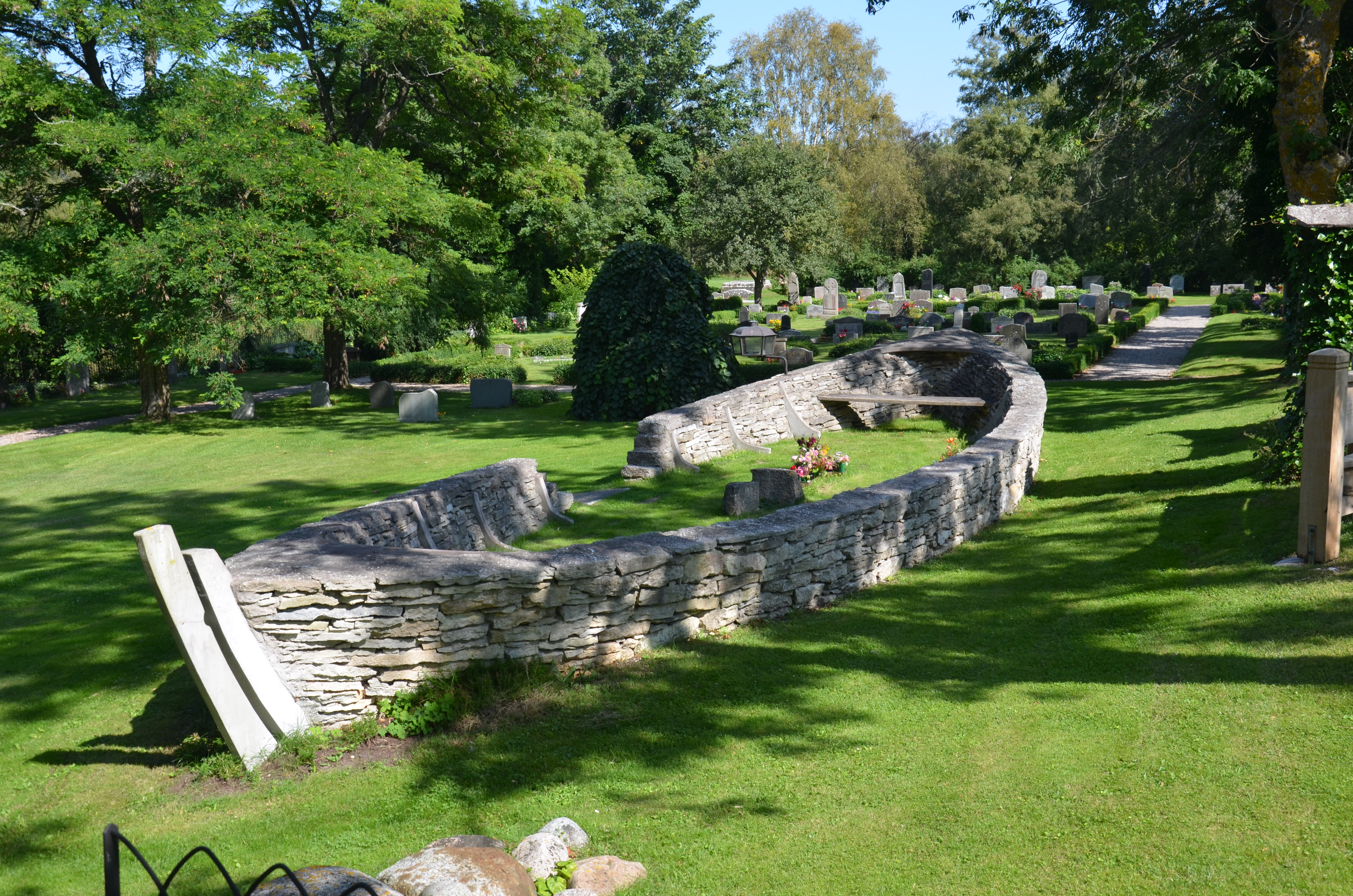
Minneslunden i form av ett skepp